# François Cros
Pour les articles homonymes, voir Cros.

a Compétitions nationales et continentales officielles uniquement.

b Matchs officiels uniquement.
Dernière mise à jour le 15 mars 2025.
François Cros, né le 25 mars 1994 à Toulouse, est un joueur international français de rugby à XV qui joue au poste de troisième ligne aile au Stade toulousain où il est formé.
Il a été capitaine des espoirs du Stade toulousain et de l'équipe de France de rugby à XV des moins de 20 ans. Il remporte le championnat de France à cinq reprises en 2019, 2021, 2023, 2024 et 2025, et la Coupe d'Europe en 2021 et 2024 avec le Stade toulousain.
Sélectionné en équipe de France à partir de 2019, il est titulaire lors du Grand Chelem dans le Tournoi des Six Nations 2022.

## Biographie

### Jeunesse et formation
François Cros commence le rugby dans la ville de Seilh, au RC Seilh Fenouillet, ainsi qu'à Grenade dans le club du Grenade sports, où il est ensuite repéré par le centre de formation du Stade toulousain avec lequel il s'engage en 2009. Ses capacités poussent la fédération française de rugby à lui proposer d'intégrer le pôle espoir de Marcoussis en région parisienne, siège de la FFR, pour la saison 2012-2013. Il intègre alors les différentes équipes de France jeunes et en particulier l'équipe de France des moins de 20 ans avec laquelle il remportera le Grand Chelem dans le tournoi des Six Nations 2014, et ce en tant que capitaine d'équipe. Cependant, François Cros voit sa progression ralentie par des blessures. Au cours de la saison 2014-2015, qu'il dispute en tant que capitaine des espoirs du Stade toulousain, il parvient à se qualifier pour la finale de la compétition, mais il ne peut disputer la fin du championnat en raison d'une blessure au bras.
En club, il remporte le championnat de France Alamercery et le championnat de France inter-secteurs des moins de 17 ans en 2010, puis est finaliste du championnat de France espoir en 2015.
En parallèle, Cros fait des études en podologie à l'Institut de formation de pédicurie-podologie (IFPP) de Toulouse.

### Débuts professionnels (2016-2018)

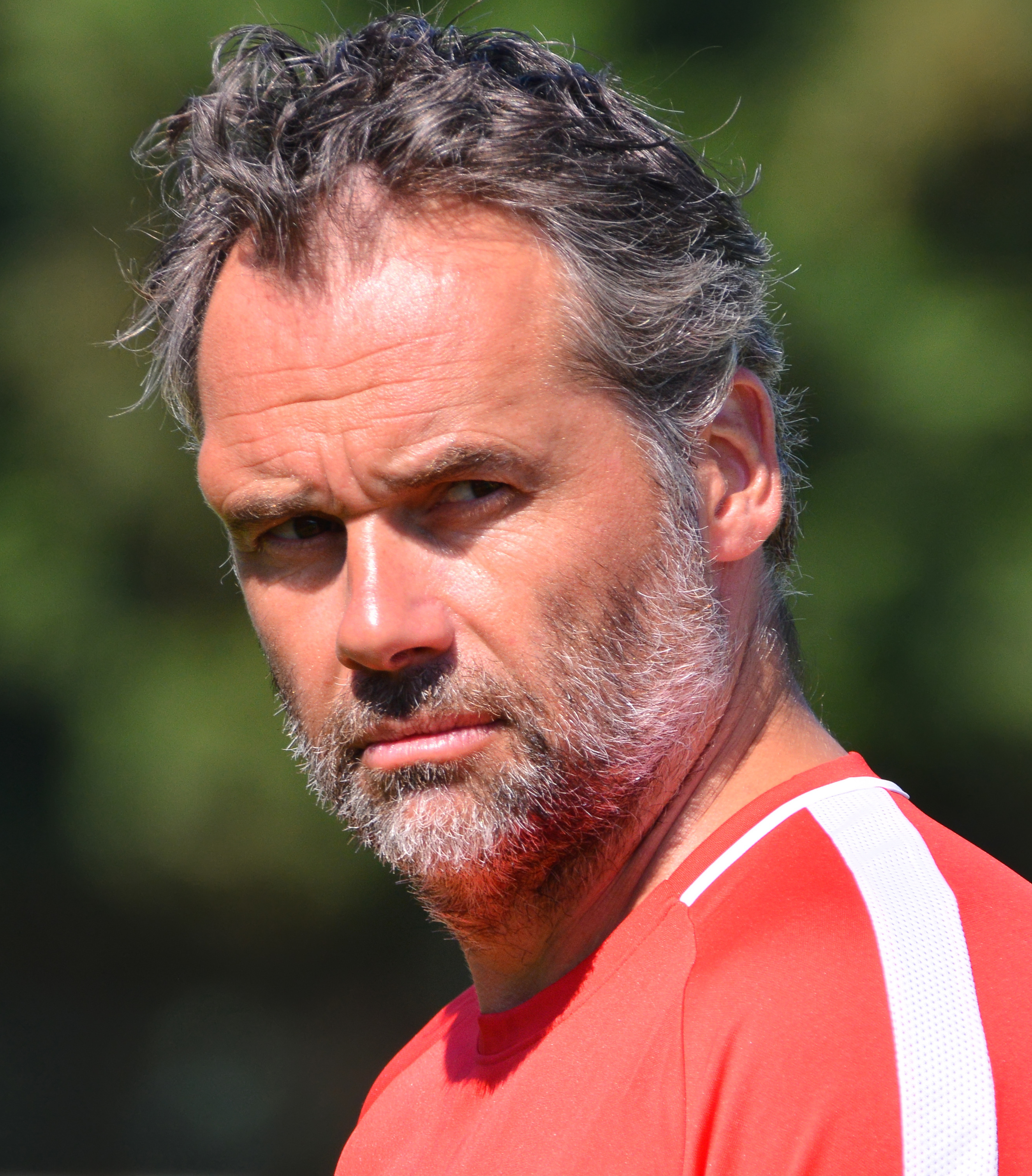
Ugo Mola, ici en 2018, est l'entraîneur de François Cros depuis ses débuts professionnels en 2016.

À 21 ans, il n'a toujours pas disputé de match officiel avec l'équipe professionnelle de son club. Mais de retour de blessure, il participe à la préparation de la saison 2015-2016, et participe ainsi aux matchs amicaux de préparation. En début de saison, il est pressenti pour faire ses débuts chez les professionnels cette année, notamment en cas d'absence de Thierry Dusautoir ou de Louis Picamoles. Il attend quelques mois avant de jouer pour la première fois en compétition officielle, ce qui arrive le 16 janvier 2016, à l'occasion d'un match de coupe d'Europe contre l'US Oyonnax. Il entre à la mi-temps du match à la place du capitaine toulousain, Thierry Dusautoir. Cela lui permet quelques semaines plus tard, le 11 février 2016, d'être titularisé par Ugo Mola au cours d'un match amical contre les Sud-Africains des Sharks, et pour la première fois en Top 14 contre le Montpellier HR le 29 février 2016, profitant d'une suspension de Thierry Dusautoir. Il participe ensuite en tant que remplaçant aux matchs contre l'ASM et le Stade français. Ses deux bonnes entrées en cours de match lui permettent de connaître, le 2 avril 2016, sa première titularisation en Top 14 face au Castres olympique,. Il joue un total de huit matchs pour deux titularisations sur l'ensemble de la saison. En juillet 2016, après cette première saison, il figure sur la Liste développement de 30 joueurs de moins de 23 ans à fort potentiel que les entraîneurs de l'équipe de France suivent pour la saison 2016-2017.
Pour la saison 2016-2017, son objectif personnel « est de jouer régulièrement avec l'équipe professionnelle ». En début de saison il est considéré comme le numéro trois au poste de troisième ligne centre derrière Gillian Galan et Edwin Maka, depuis le départ de Louis Picamoles qui a libéré une place à cette position. Il est aussi prévu qu'il fasse partie de la rotation en troisième ligne aile, après avoir convaincu ses dirigeants lors des quelques matchs qu'il a joué la saison précédente. Cependant, en début de saison, il est d'abord peu sélectionné et doit attendre quelques semaines pour jouer son premier match, contre le FC Grenoble, à l'occasion de la sixième journée de championnat. Il enchaîne ensuite les rencontres en coupe d'Europe et en Top 14, disputant notamment le quart de finale de coupe d'Europe face au Munster. Le 30 avril 2017, alors âgé de 23 ans, il est pour la première fois nommé capitaine de son équipe à l'occasion d'un match contre le Castres olympique. La saison de François Cros est une satisfaction pour ses entraîneurs, et à partir de cette saison, il s'impose définitivement dans l'effectif toulousain et fait désormais partie de la rotation en troisième ligne.
La saison suivante, François Cros prend une autre dimension et s'est installé à son poste, en enchaînant les matchs. Il en joué 25 toutes compétitions confondues dont 18 en tant que titulaire. En novembre 2017, il prolonge son contrat avec le Stade toulousain de trois saisons, malgré des propositions venant de Pau, Castres ou encore du Racing,. À l'issue de cette saison, en juin 2018, il est sélectionné pour jouer avec les Barbarians français qui affrontent les Crusaders puis les Highlanders en Nouvelle-Zélande. Il est titulaire et capitaine lors du premier test puis remplaçant lors du second, les Baa-baas s'inclinent 42 à 26 à Christchurch puis 29 à 10 à Invercargill. 

### Premier titre et débuts en équipe de France (2018-2020)
François Cros réalise une bonne saison 2018-2019, durant laquelle il joue 21 matchs de Top 14 et inscrit quatre essais. Il est aussi l'un des vice-capitaines du club derrière Julien Marchand, Iosefa Tekori et Jerome Kaino qui vient d'arriver. Le Stade toulousain réalise une grande saison et se qualifie en demi-finale, durant laquelle François Cros est titulaire, puis en finale où il est reconduit en tant que titulaire. En juin 2019, il remporte son premier titre professionnel avec le Stade toulousain en s'imposant en finale du Top 14 face à Clermont (24-18). Il est un grand acteur de la saison réussie du Stade toulousain, et peut être considéré comme l'une des révélations de la saison.
Ces bonnes performances en font un outsider pour la liste des 31 joueurs retenus pour participer à la Coupe du monde 2019 au Japon. Il connaît sa première cape internationale avec les Bleus le 17 août 2019, lors d'un match de préparation au mondial, face à l'Écosse. Il joue aussi un deuxième match face à l'Italie. Au total, il joue deux des trois matchs de préparation, mais est écarté du groupe qui participe à la compétition, alors qu'il avait été présélectionné par Jacques Brunel, le sélectionneur des Bleus, dans une liste de 65 joueurs.
Il commence ensuite la saison 2019-2020 en tant que titulaire au Stade toulousain, en jouant sept matchs avant l'arrêt prématuré des compétitions lié à la pandémie de Covid-19. En début de saison il prolonge son contrat avec son club formateur jusqu'en 2023. Début janvier 2020, François Cros est retenu dans le groupe composé par Fabien Galthié pour préparer le Tournoi des Six Nations 2020. Il joue chaque matchs du tournoi, en étant titulaire à chaque fois. La France termine à la deuxième place de la compétition et François Cros se révèle en bleu, au point de devenir un titulaire indiscutable en troisième ligne en équipe de France.

### Au plus haut niveau (depuis 2020)

#### Champion d'Europe et de France en 2021
Après ses bonnes performances durant le Tournoi des Six Nations 2020, François Cros commence la saison 2020-2021 comme l'un des joueurs indispensables du Stade toulousain et un titulaire indiscutable à son poste, devant Rynhard Elstadt, Alban Placines, Antoine Miquel ou encore Louis-Benoît Madaule. En fin d'année 2020, il est nommé, par Midi olympique, dans le XV de l'année en Top 14. Lors d'un match avec le XV de France fin octobre 2020, il est victime d'une fracture à un pied, le rendant indisponible durant presque trois mois. Il est de retour fin janvier 2021 lors d'un match de Top 14 face à Agen. Il n'était cependant pas totalement de sa blessure au pied, et rechute, lui faisant ainsi manquer le Tournoi des Six Nations 2021.
Avec Toulouse, François Cros participe à tous les matchs des phases finales de la Coupe d'Europe et élimine le Munster, puis Clermont, l'Union Bordeaux Bègles en demi-finale et atteint la finale de la compétition. En finale, il est titulaire, face au Stade rochelais, aux côtés de Jerome Kaino et Rynhard Elstadt en troisième ligne et joue l'intégralité de la rencontre. Il réalise un bon match et est l'un des artisans de la victoire des Toulousains qui s'imposent 22 à 17 et remportent leur cinquième titre dans la compétition,.
En Top 14, François Cros joue quatorze matchs cette saison dont la demi-finale gagnée face à l'UBB et la finale face au Stade rochelais, pour le seconde fois de la saison. En finale, il encore une fois titulaire en troisième ligne, accompagné de Rynhard Elstadt et Selevasio Tolofua et joue tout le match. Toulouse s'impose une fois de plus, sur le score de 18 à 8 et François Cros remporte son deuxième titre de la saison, le troisième de sa carrière.

#### Grand Chelem avec les Bleus en 2022
Durant la saison 2021-2022, François Cros joue seize matchs de Top 14 et cinq de Coupe d'Europe, échouant dans les deux compétitions en demi-finale. Il est le titulaire au poste de troisième ligne aile durant l'intégralité, est l'un des leader du Stade toulousain et fait partie de l'équipe type de la saison en Top 14. À la fin de l'année 2021, il prolonge son contrat avec son club formateur jusqu'en 2027.
Avec les Bleus, il est dans un premier temps sélectionné pour la tournée d'automne 2021. Il débute deux des trois matchs de la tournée contre l'Argentine et la Nouvelle-Zélande et entre en jeu face à la Géorgie. La France remporte ces trois rencontres. Quelques mois plus tard il est appelé pour participer au Tournoi des Six Nations 2022. Il joue tous les matchs du tournoi en tant que titulaire, sauf le premier face à l'Italie et marque un essai décisif lors du dernier match contre les Anglais. Les Français remportent tous les matchs de la compétition, réalisant ainsi le Grand Chelem, le dixième de l'histoire du rugby tricolore, le premier depuis douze ans. Il s'agit du premier titre remporté en sélection nationale par François Cros. Ses excellentes performances durant le tournoi lui permettent d'être nommé dans l'équipe type de la compétition, de conforter sa place en sélection nationale et de devenir incontournable à son poste alors que son absence la saison passée avait remis son statut en question. En fin de saison, il se blesse au ligament latéral interne du genou gauche, l'écartant des terrains pendant plusieurs mois et lui faisant ainsi manquer le début de saison 2022-2023 et la tournée d'été de l'équipe de France au Japon,.

#### Champion de France puis Coupe du monde en 2023
Après une grave blessure au genou, François Cros est de retour lors de la deuxième journée de Top 14, lorsqu'il entre en jeu à la place d'Anthony Jelonch, face à Toulon. Cependant, il rechute durant ce match et se reblesse au même genou. Il est alors contraint de se faire opérer, l'éloignant des terrains pendant plusieurs mois, une fois de plus. Il fait son retour à la compétition en janvier 2023, lorsqu'il est convoqué en équipe de France pour participer au Tournoi des Six Nations 2023,,. Il joue quatre matchs, dont deux en tant que titulaire et la France termine en deuxième position derrière l'Irlande qui réalise le Grand Chelem.
De retour avec son club, il se qualifie jusqu'en demi-finale de la Champions Cup, avant d'être éliminé une fois de plus aux portes de la finale par le Leinster, une défaite 41 à 22,. Toutefois, en championnat, les Toulousains terminent à la première place de la saison régulière, se qualifiant donc en demi-finale où ils battent largement le Racing 92 sur le score de 41 à 14 et retrouvent donc le Stade rochelais en finale, comme en 2021,. Face aux Franciliens, Cros réalise un bon match et marque un essai à la dernière seconde de la partie. En finale, il est titulaire en troisième ligne en compagnie de Jack Willis et Alexandre Roumat et joue toute la rencontre. Dans un match très serré, Toulouse s'impose en fin de match et l'emporte 29 à 26,. François Cros remporte donc le Bouclier de Brennus pour la troisième fois de sa carrière.
Sélectionné fin juin 2023 dans une liste de 42 joueurs pour préparer la Coupe du monde 2023, il est titularisé durant deux matchs de préparation, contre les Fidji puis l'Australie. Puis, il fait partie de la liste officielle des 33 joueurs qui jouent la compétition. Il joue les quatre matchs de poule, battant la Nouvelle-Zélande, l'Uruguay, la Namibie et l'Italie. Terminant à la première place de sa poule, la France se qualifie en quart de finale où elle affronte l'Afrique du Sud. Remplaçant, il entre en jeu dans cette rencontre à la place d'Anthony Jelonch en deuxième période. Finalement, alors qu'ils faisaient partis des favoris pour le titre, les Bleus sont éliminés par les Springboks après une courte défaite 29-28,.
François Cros fait son retour avec le Stade toulousain au mois de novembre 2023, lors de la sixième journée de Top 14 de la saison 2023-2024, contre l'USAP, dans une victoire 43 à 34. Puis, au mois de janvier 2024, il est sélectionné en équipe de France pour le Tournoi des Six Nations 2024,.

#### Champion d'Europe et de France en 2024
Le 25 mai 2024, il est titulaire avec le Stade toulousain en finale de la Champions Cup au Tottenham Hotspur Stadium de Londres face au Leinster. Les Toulousains s'imposent 31 à 22 après les prolongations face aux irlandais et remportent ainsi le 6e titre de champions d'Europe du club.
Un mois plus tard, il est de nouveau titulaire en finale du Top 14, organisée exceptionnellement au Stade Vélodrome de Marseille, contre l'Union Bordeaux Bègles. Les Toulousains l'emportent 59 à 3, plus large score de l'histoire en finale du championnat de France.

## Statistiques

### En club
| Saison                 | Club                   | Championnat | Championnat | Championnat | Coupe d'Europe     | Coupe d'Europe | Coupe d'Europe |
| Saison                 | Club                   | Compétition | M           | Ess.        | Compétition        | M              | Ess.           |
| ---------------------- | ---------------------- | ----------- | ----------- | ----------- | ------------------ | -------------- | -------------- |
| 2015-2016              | Stade toulousain       | Top 14      | 8           | -           | Coupe d'Europe     | 1              | -              |
| 2016-2017              | Stade toulousain       | Top 14      | 19          | 1           | Coupe d'Europe     | 6              | -              |
| 2017-2018              | Stade toulousain       | Top 14      | 22          | 2           | Challenge européen | 3              | -              |
| 2018-2019              | Stade toulousain       | Top14       | 21          | 4           | Coupe d'Europe     | 6              | -              |
| 2019-2020              | Stade toulousain       | Top 14      | 7           | -           | Coupe d'Europe     | 7              | -              |
| 2020-2021              | Stade toulousain       | Top 14      | 14          | 3           | Coupe d'Europe     | 4              | -              |
| 2021-2022              | Stade toulousain       | Top 14      | 16          | 1           | Coupe d'Europe     | 5              | 1              |
| 2022-2023              | Stade toulousain       | Top 14      | 10          | 1           | Champions Cup      | 4              | -              |
| 2023-2024              | Stade toulousain       | Top 14      | 6           | -           | Champions Cup      | 3              | -              |
| Total Stade toulousain | Total Stade toulousain | Top 14      | 123         | 12          | Coupe d'Europe     | 39             | 1              |

### Internationales

#### Équipe de France des moins de 20 ans
François Cros dispute 16 matchs avec l'équipe de France des moins de 20 ans en deux saisons, prenant part à deux éditions du Tournoi des Six Nations des moins de 20 ans (2013 et 2014) et à deux éditions du championnat du monde junior (2013 et 2014). Il inscrit un total de deux essais, soit dix points.

#### XV de France
Au 15 mars 2025, François Cros compte 39 sélections en équipe de France, dont 31 en tant que titulaire, pour un essai inscrit, depuis sa première cape face à l'Ecosse, le 17 août 2019. Il a pris part à cinq éditions du Tournoi des Six Nations, en 2020, 2022, 2023, 2024 et 2025, et à une édition de la Coupe du monde en 2023.
| Année | Compétition    | Matchs | Points | Essais |
| ----- | -------------- | ------ | ------ | ------ |
| 2019  | Test matchs    | 2      | -      | -      |
| 2020  | Six Nations    | 5      | -      | -      |
| 2020  | Test matchs    | 1      | -      | -      |
| 2021  | Test matchs    | 3      | -      | -      |
| 2022  | Six Nations    | 5      | 5      | 1      |
| 2023  | Six Nations    | 4      | -      | -      |
| 2023  | Test matchs    | 2      | -      | -      |
| 2023  | Coupe du monde | 5      | -      | -      |
| 2024  | Six Nations    | 5      | -      | -      |
| 2024  | Test matchs    | 2      | -      | -      |
| 2025  | Six Nations    | 5      | -      | -      |
| Total | Total          | 39     | 5      | 1      |

| Numéro | Date         | Lieu                         | Adversaire | Compétition      | Résultat | Score |
| ------ | ------------ | ---------------------------- | ---------- | ---------------- | -------- | ----- |
| 1      | 19 mars 2022 | Stade de France, Saint-Denis | Angleterre | Six Nations 2022 | Victoire | 25-13 |

| Adversaire       | Matchs joués | Victoires | Défaites | Nuls | Essais | Points | % de victoire |
| ---------------- | ------------ | --------- | -------- | ---- | ------ | ------ | ------------- |
| Afrique du Sud   | 1            | 0         | 1        | 0    | 0      | 0      | 0             |
| Angleterre       | 5            | 4         | 1        | 0    | 1      | 5      | 80            |
| Argentine        | 2            | 2         | 0        | 0    | 0      | 0      | 100           |
| Australie        | 1            | 1         | 0        | 0    | 0      | 0      | 100           |
| Écosse           | 6            | 5         | 1        | 0    | 0      | 0      | 83.33         |
| Fidji            | 1            | 1         | 0        | 0    | 0      | 0      | 100           |
| Pays de Galles   | 6            | 6         | 0        | 0    | 0      | 0      | 100           |
| Géorgie          | 1            | 1         | 0        | 0    | 0      | 0      | 100           |
| Irlande          | 5            | 3         | 2        | 0    | 0      | 0      | 60            |
| Italie           | 6            | 5         | 0        | 1    | 0      | 0      | 83.33         |
| Japon            | 1            | 1         | 0        | 0    | 0      | 0      | 100           |
| Namibie          | 1            | 1         | 0        | 0    | 0      | 0      | 100           |
| Nouvelle-Zélande | 2            | 2         | 0        | 0    | 0      | 0      | 100           |
| Uruguay          | 1            | 1         | 0        | 0    | 0      | 0      | 100           |
| Total            | 39           | 33        | 5        | 1    | 1      | 5      | 84.62         |

## Palmarès

### En club
- Stade toulousain
  - Vainqueur du Championnat de France en 2019, 2021, 2023, 2024 et 2025
  - Vainqueur de la Coupe d'Europe en 2021 et 2024

### En équipe nationale
- France
  - Vainqueur du Tournoi des Six Nations en 2022 (Grand Chelem) et 2025

#### Tournoi des Six Nations
| Édition          | Rang | Résultats France | Résultats Cros | Matchs Cros |
| ---------------- | ---- | ---------------- | -------------- | ----------- |
| Six Nations 2020 | 2    | 4 v, 0 n, 1 d    | 4 v, 0 n, 1 d  | 5/5         |
| Six Nations 2022 | 1    | 5 v, 0 n, 0 d    | 5 v, 0 n, 0 d  | 5/5         |
| Six Nations 2023 | 2    | 4 v, 0 n, 1 d    | 3 v, 0 n, 1 d  | 4/5         |
| Six Nations 2024 | 2    | 3 v, 1 n, 1 d    | 3 v, 1 n, 1 d  | 5/5         |
| Six Nations 2025 | 1    | 4 v, 0 n, 1 d    | 4 v, 0 n, 1 d  | 5/5         |

Légende : v = victoire ; n = match nul ; d = défaite ; la ligne est en gras quand il y a Grand Chelem.

#### Coupe du monde
| Édition     | Rang            | Résultats France | Résultats Cros | Matchs Cros |
| ----------- | --------------- | ---------------- | -------------- | ----------- |
| France 2023 | Quart de finale | 4 v, 0 n, 1 d    | 4 v, 0 n, 1 d  | 5/5         |

### Distinctions personnelles
- Membre de l'équipe type du Tournoi des Six Nations en 2022
- Membre de l'équipe type du Championnat de France en 2022